# Airton Cascavel
Aírton Antônio Soligo, mais conhecido como Airton Cascavel, (Capanema, 4 de maio de 1964) é um empresário e político brasileiro, outrora vice-governador de Roraima.

## Dados biográficos
Filho de Ângelo Soligo e Arlinda Gema Facioni Soligo. Foi auxiliar administrativo na cidade paranaense de Cascavel antes de migrar para Roraima como assessor de diretoria quando a Empresa União Cascavel de Transporte e Turismo (EUCATUR) expandiu suas operações rumo ao território roraimense, em 1985. Estreou na política filiando-se ao PTB, sendo eleito prefeito de Mucajaí em 1988 e após renunciar ao cargo em favor do vice-prefeito, foi eleito deputado estadual em 1990, cumprindo funções constituintes e depois exercendo o mandato ordinário, além de presidir a Assembleia Legislativa de Roraima por dois anos a partir de 1993.
Eleito vice-governador na chapa de Neudo Campos em 1994, integrou o Conselho Administrativo da Companhia de Desenvolvimento de Roraima (CODESAIMA), do Departamento de Estradas de Rodagem e do SEBRAE antes ingressar no PPB e eleger-se deputado federal em 1998. Conseguiu outro mandato de deputado estadual via PPS em 2002 e com o fim do mesmo, o prefeito Iradilson Sampaio o nomeou secretário de Desenvolvimento Agrário de Boa Vista.
Durante o governo do presidente Jair Bolsonaro foi assessor do então ministro da Saúde, Eduardo Pazuello, e após deixar o cargo foi secretário de Saúde de Roraima por escolha do governador Antonio Denarium.